# Stammstrecke 6 (Stadtbahn Düsseldorf)
| \| \| \| Kehranlage Worringer Straße \| \| \| \| \| \| \| \| \| \| Düsseldorf Hbf (Dhb) S 1 S 6 S 7 S 11 S 28 S 68 \| \| \| \| \| \| \| \| \| \| Berliner Allee (Bla) 701 705 706 \| \| \| \| \| \| \| \| \| \| Graf-Adolf-Platz (Gap) U 71 U 72 U 73 U 83 \| \| \| \| \| \| \| \| \| \| geplanter Abzweig Wehrhahn-Linie \| \| \| \| \| Landtag/Kniebrücke (Lkb) \| \| \| \| \| Zollhof \| \| \| \| \| Franziusplatz/Medienhafen (Fzs) \| \| \| \| \| Kehranlage Franziusstraße \| \| |  |                                                 |                                                 |
| |  | Kehranlage Worringer Straße                     |                                                 |
| |  |                                                 |                                                 |
| U-Bahn-Turmbahnhof mit Tunnelstrecke (Strecke geradeaus außer Betrieb) (im Tunnel) |  | Düsseldorf Hbf (Dhb) S 1 S 6 S 7 S 11 S 28 S 68 | Düsseldorf Hbf (Dhb) S 1 S 6 S 7 S 11 S 28 S 68 |
| |  |                                                 |                                                 |
| U-Bahn-Bahnhof (Strecke außer Betrieb) (im Tunnel) |  | Berliner Allee (Bla) 701 705 706                | Berliner Allee (Bla) 701 705 706                |
| |  |                                                 |                                                 |
| ehemaliger U-Bahn-Turmbahnhof mit Tunnelstrecke (Strecke geradeaus außer Betrieb) (im Tunnel) |  | Graf-Adolf-Platz (Gap) U 71 U 72 U 73 U 83      | Graf-Adolf-Platz (Gap) U 71 U 72 U 73 U 83      |
| |  |                                                 |                                                 |
| U-Bahn-Abzweig geradeaus und von rechts (Strecke außer Betrieb) (im Tunnel) |  | geplanter Abzweig Wehrhahn-Linie                | geplanter Abzweig Wehrhahn-Linie                |
| U-Bahn-Bahnhof (Strecke außer Betrieb) (im Tunnel) |  | Landtag/Kniebrücke (Lkb)                        | Landtag/Kniebrücke (Lkb)                        |
| U-Bahn-Bahnhof (Strecke außer Betrieb) (im Tunnel) |  | Zollhof                                         | Zollhof                                         |
| U-Bahn-Bahnhof (Strecke außer Betrieb) (im Tunnel) |  | Franziusplatz/Medienhafen (Fzs)                 | Franziusplatz/Medienhafen (Fzs)                 |
| |  | Kehranlage Franziusstraße                       |                                                 |

Die Stammstrecke 6 ist eine langfristig geplante Stadtbahnstrecke in Düsseldorf.
Sie soll den Düsseldorfer Hauptbahnhof mit dem Medienhafen verbinden.

## Verlauf und Streckenführung
Laut Nahverkehrsplan der Stadt Düsseldorf (2002–2006) ist eine ca. 3,5 km lange Strecke vom Hauptbahnhof zum Medienhafen Düsseldorf geplant. Nach diesen Planungen soll es sich bei dieser Linie nicht um einen wie in Düsseldorf üblichen Innenstadttunnel mit Zulaufstrecke handeln. Vielmehr würde die Stammstrecke 6 komplett unterirdisch verlaufen. Nach derzeitigem Stand sind sechs U-Bahnhöfe geplant. Eine gemeinsame Nutzung der Gleise durch mehrere Linien ist nicht vorgesehen. Die Reisezeit soll nach Fertigstellung vom Hauptbahnhof zum Franziusplatz nur 7 Minuten betragen.
Ein U-Bahn-Anschluss am Medienhafen würde sich auch positiv auf die Region Düsseldorf auswirken. Trotzdem ist die Umsetzung der Strecke nur auf langfristige Sicht realistisch, da für eine komplett eigenständige Linie ein eigener Betriebshof sowie Werkstatt errichtet werden muss. Außerdem ist eine Stilllegung der Straßenbahnstrecke auf der Graf-Adolf-Straße nicht geplant, so dass eine Strecke sich nur im Bereich der Hammer Straße lohnen würde.

## Alternative Planungen
| \| \| \| Worringer Platz \| \| \| \| \| Abzweig 704, 708, 709, 719 (nach Fertigstellung stillgelegt) \| \| \| \| \| Rampe Worringer Straße \| \| \| \| \| \| \| \| \| \| Düsseldorf Hbf (Dhb) S 1 S 6 S 7 S 11 S 28 S 68 \| \| \| \| \| \| \| \| \| \| Berliner Allee (Bla) 701 705 706 \| \| \| \| \| \| \| \| \| \| Graf-Adolf-Platz (Gap) U 71 U 72 U 73 U 83 \| \| \| \| \| \| \| \| \| \| geplanter Abzweig Wehrhahn-Linie \| \| \| \| \| Landtag/Kniebrücke (Lkb) \| \| \| \| \| Zollhof \| \| \| \| \| Rampe Franziusplatz \| \| \| \| \| Abzweig 707 \| \| \| \| \| Medienhafen S 8 S 11 S 28 \| \| \| \| \| Abzweig 706 Richtung Hamm \| \| \| \| \| Landeskriminalamt \| \| \| \| \| Abzweig (nach Fertigstellung stillgelegt) \| \| \| \| \| Fährstraße \| \| |  |                                                              |                                                              |
| U-Bahn-Bahnhof |  | Worringer Platz                                              | Worringer Platz                                              |
| U-Bahn-Abzweig ehemals geradeaus und nach rechts |  | Abzweig 704, 708, 709, 719 (nach Fertigstellung stillgelegt) | Abzweig 704, 708, 709, 719 (nach Fertigstellung stillgelegt) |
| U-Bahn-Tunnelanfang (Strecke außer Betrieb) |  | Rampe Worringer Straße                                       | Rampe Worringer Straße                                       |
| |  |                                                              |                                                              |
| U-Bahn-Turmbahnhof mit Tunnelstrecke (Strecke geradeaus außer Betrieb) (im Tunnel) |  | Düsseldorf Hbf (Dhb) S 1 S 6 S 7 S 11 S 28 S 68              | Düsseldorf Hbf (Dhb) S 1 S 6 S 7 S 11 S 28 S 68              |
| |  |                                                              |                                                              |
| U-Bahn-Bahnhof (Strecke außer Betrieb) (im Tunnel) |  | Berliner Allee (Bla) 701 705 706                             | Berliner Allee (Bla) 701 705 706                             |
| |  |                                                              |                                                              |
| ehemaliger U-Bahn-Turmbahnhof mit Tunnelstrecke (Strecke geradeaus außer Betrieb) (im Tunnel) |  | Graf-Adolf-Platz (Gap) U 71 U 72 U 73 U 83                   | Graf-Adolf-Platz (Gap) U 71 U 72 U 73 U 83                   |
| |  |                                                              |                                                              |
| U-Bahn-Abzweig geradeaus und von rechts (Strecke außer Betrieb) (im Tunnel) |  | geplanter Abzweig Wehrhahn-Linie                             | geplanter Abzweig Wehrhahn-Linie                             |
| U-Bahn-Bahnhof (Strecke außer Betrieb) (im Tunnel) |  | Landtag/Kniebrücke (Lkb)                                     | Landtag/Kniebrücke (Lkb)                                     |
| U-Bahn-Bahnhof (Strecke außer Betrieb) (im Tunnel) |  | Zollhof                                                      | Zollhof                                                      |
| U-Bahn-Tunnelende (Strecke außer Betrieb) |  | Rampe Franziusplatz                                          | Rampe Franziusplatz                                          |
| U-Bahn-Abzweig ehemals geradeaus und von links |  | Abzweig 707                                                  | Abzweig 707                                                  |
| ehemaliger U-Bahn-S-Bahn-Turmhaltepunkt mit Eisenbahn geradeaus unten |  | Medienhafen S 8 S 11 S 28                                    | Medienhafen S 8 S 11 S 28                                    |
| U-Bahn-Abzweig ehemals geradeaus und nach rechts |  | Abzweig 706 Richtung Hamm                                    | Abzweig 706 Richtung Hamm                                    |
| U-Bahn-Bahnhof (Strecke außer Betrieb) |  | Landeskriminalamt                                            | Landeskriminalamt                                            |
| U-Bahn-Abzweig ehemals geradeaus und von links |  | Abzweig (nach Fertigstellung stillgelegt)                    | Abzweig (nach Fertigstellung stillgelegt)                    |
| U-Bahn-Bahnhof |  | Fährstraße                                                   | Fährstraße                                                   |

Als Alternative zu einer „Voll-U-Bahn“ gibt es Überlegungen zum Bau eines einfachen Innenstadttunnels, welcher nördlich des Hauptbahnhofs beginnen und südlich des Franziusplatzes enden und an die heutige Straßenbahnstrecke nach Düsseldorf-Hamm anschließen soll.
Dieser Tunnel würde nach aktuellen Planungen die Straßenbahnstrecke vom Hauptbahnhof zum Landtag und weiter zur Fährstraße im Stadtteil Bilk ersetzen und von herkömmlichen Niederflurfahrzeugen (ähnlich wie bei der Wehrhahn-Linie) befahren werden. Somit könnte auf einen neuen Betriebshof verzichtet werden, da die bereits bestehenden Betriebshöfe weiterhin angefahren werden können.
Südlich des Franziusplatzes würde am Ende des Tunnels eine Neubaustrecke zur bestehenden Straßenbahnstrecke Richtung Neuss errichtet werden.